# برد دشوار
جفت چهار (سیدنی) (به انگلیسی: Hard Eight) فیلمی نئو نوآر جنایی، محصول ۱۹۹۷ و نوشته و کارگردانی پل توماس اندرسن است. در این فیلم بازیگرانی همچون فیلیپ بیکر هال، جان سی ریلی، گوئینت پالترو، ساموئل ال. جکسون، فیلیپ سیمور هافمن و ملورا والترز ایفای نقش کرده‌اند.

## داستان
«سیدنی» کلاه‌برداری در دهه ۶۰ مرد جوانی به نام «جان» را یافته و متوجه می‌شود «جان» تلاش می‌کند برای مراسم خاکسپاری مادر خود پول کافی بدست بیاورد. او پیشنهاد می‌دهد با لاس وگاس بروند و به او یاد بدهد چگونه پول در بیاورد.